# Ahom
Ahom o aham (en plural, ahoms o ahams) fou un poble d'origen shan que es va establir a Assam probablement al segle xiii. El seu nombre era de 179.283 el 1881.
Segons una versió els ahoms estaven dirigits per Sukampha i anomenaven al seu domini com a Pong. El germà del rei, Samlonpha, era el general en cap i havia conquerit Cachar, Tripura i Manipur, i va entrar per la vall del Brahmaputra reduint el territori entre Sadiya i Kamrup. Samlonpha, una vegada establert sòlidament, va escriure al seu germà que retornava, però el rei de Pong va témer que volgués arrabassar-li el poder i va planejar enverinar-lo. Samlonpha se'n va assabentar i va restar a Assam on va fundar una dinastia. Els següents reis foren els seus descendents. Aquesta versió situa els fets al segle VIII
Una altra versió, cronològicament més probable, que situa els fets al segle xiii. El tron de Pong havia estat disputat entre diversos pretendents i un dels que va fracassar, Chukapha, va abandonar el país i va anar cap a les muntanyes Patkoi i va entrar a Assam pel riu Namrup, afluent del Buri Dihing. Chukapha va agafar el nom d'Aham que vol dir "l'inigualable", i va nomenar al seu poble "els inigualables", i al país Assam o Asam.
El 1654 un rei de nom Chatumla es va convertir a l'hinduisme i els bramans van descobrir oportunament un origen diví a la seva família i van establir una llista de 48 noms de reis anteriors a Chukapha, sent el primer Indra, rei dels déus. Chatumla va agafar el nom hindú de Jagadayah Singh o Jayadwaj Xingha (Bhoganiyaa Rojaa) i va governar fins al 1663. També els seus successors van portar noms i títols hindús.
Des del 1228 els successors de Chukapha o Salonpha o el primer rei autèntic va governar sobre un territori petit però sense enemics, a l'entorn del riu Buri Dihing. El 1376 es van trobar amb els chúties (chutia) que llavors ocupaven part dels districtes de Lakhimpur i Sibsagar; la lluita va durar 124 anys i finalment els ahoms va enderrocar a la monarquia chútia el 1500 i va establir la seva capital a Garhgaon al districte de Sibsagar. En endavant van governar el país entre Sadiya i Lakhimpur d'un costat i Kaliabar (al nord del districte de Nowgon) de l'altra. Progressivament es va estendre a l'oest cap al Brahmaputra, no sempre amb èxit. El 1563 el seu territori a Sibsagar fou assolat i la capital conquerida pel rei de Koch, que no obstant va evacuar la regió; tot seguit els ahoms van entrar en lluita contra els cacharis a Nowgong i Darrang Oriental, que va acabar amb una aliança contra un enemic més poderós, els musulmans, que s'acostaren a la zona el 1615. Poc després els ahom van dominar Gauhati i a finals del segle van fer front a una invasió del general Mir Jumla, al servei d'Aurangzeb; Mir Jumla es va apoderar de la capital d'Ahom i va imposar tribut al rei, però finalment fou forçat a retirar-se a Goalpara al sud del Brahmaputra, i els ahom van dominar llavors la vall del riu de Sadiya a Goalpara i de les muntanyes del sud a la frontera amb els búties (bhutia) al nord, encara que la seva força principal era a Sibsagar i al sud de Lakhimpur, on feia més temps que governaven. El 1682 ocuparen part del regne de Koch o Kochaari.
La cim del seu poder va arribar amb el rei Rudra Singh o Rudra Xingha (1696-1714). Després es va iniciar una lenta decadència augmentada per dissensions internes i per les pressions externes. La revolta el 1769 d'una secta religiosa coneguda com els moamariyes (moamariyya) sota la direcció dels mahantes (mahanta, líders religiosos) encapçalats per Ragha Maran va devastar l'alt Assam. Les dues vídues de Ragha Maran, Radha i Rukmini, van participar en les lluites posteriors contra l'exèrcit reial. El fill de Ragha, Ramakata, finalment va aconseguir la victòria i es va coronar rei.
El rei ahom, Gaurinath Xingha (1780-1795) va demanar ajut als britànics que el van restaurar al tron i van restablir l'ordre al regne, però la guerra civil encara es va mantenir. El 1810 els birmans van ser cridats en ajut d'una de les faccions i el 1817 van envair el país amb la col·laboració de Badan Chandra, governador traïdor de Bar Phukan, i una vegada van ser a Assam, van imposar el seu domini a tot el país, i van governar cruelment fins que en foren expulsats 7 anys després. Aquesta darrera guerra i les anteriors revoltes van provocar la mort d'un terç de la població. La primera rebel·lió de 1769 va obligar a traslladar la capital de Garhgaon a Rangpur (també a Sibsagar); com que els conflictes van seguir la capital va haver de ser trasllada més a l'oest i finalment fou fixada a Gauhati al Kamrup.
Finalment els britànics van derrotar els birmans (1824) i van annexionar el regne d'Ahom el 1826 dividint-lo en dos comissaries: Upper Assam (Alt Assam) i Lower Assam (Baix Assam) i el 1832 en 4 districtes: Goalpara, Kamrup, Darrang, i Nagaon. El mateix any se li va incorporar el regne Kochaari format pels actuals districtes de Karbi Anglong, Cachar i altres, que foren incorporats al districte de Nowgong. El 1833 es va crear un petit regne feudatari assamès a l'Alt Assam amb la dinastia ahom restaurada, i el 1834 es va restablir també el regne Kochaari. El 1838 el regne de l'Alt Assam fou definitivament abolit i es van crear els districtes de Sibsagar i Lakhimpur.

## Forma de govern
Els ahom tenien una forma de govern per la que els súbdits feien serveis a la corona i no hi havia taxes. Una classe especial d'ahoms, anomenats chasdangs, existien al districte de Sibsagar, que sembla que eren cortesans que vivien a la cort a la vora del palau reial i gaudien d'alguns privilegis com beure licor, menjar carn i aus, i enterrar als morts.
En religió eren plenament hindús i ja no adoraven a la deïtat nacional shan, Chang o Song, que el primer rei hauria portat amb ell, culte limitat als astròlegs i la classe sacerdotal o deodhes (deodha).